# Guraleus bordaensis
Guraleus bordaensis é uma espécie de gastrópode do gênero Guraleus, pertencente a família Mangeliidae.